# LM5
«LM5» — пятый студийный альбом британской группы Little Mix, выпущенный 16 ноября 2018 года. Он вошел в топ-10 в Ирландии, Шотландии, Австралии, Бельгии, Нидерландах, Литве, Испании, Новой Зеландии и Великобритании, где занял 3-е место в UK Albums Chart. Он был сертифицирован золотым в Великобритании и Бразилии. Лид-сингл альбома — «Woman Like Me» с участием Ники Минаж был выпущен 12 октября 2018 года .

## Создание
В начале февраля 2018 года Ли-Энн Пиннок объявила, что альбом будет выпущен позже в этом году и будет поддержан туром, который состоится в 2019 году. 10 марта Джейд Тирлуолл сообщила в своем Instagram-аккаунте, что уже записан первый сингл с альбома. Затем группа выпустила фрагмент песни «Joan of Arc». 15 октября 2018 года группа объявила, что альбом будет выпущен 16 ноября 2018 года. Два дня спустя трек-лист альбома был опубликован в социальных сетях.

## Концертный тур
18 октября 2018 года Little Mix объявили, что в 2019 году они отправятся в свой шестой концертный тур LM5. Даты тура по Великобритании и Ирландии были объявлены 26 октября. Позже к туру были добавлены европейские и австралийские шоу.

## Критика
| Совокупная оценка | Совокупная оценка |
| Источник          | Оценка            |
| ----------------- | ----------------- |
| Metacritic        | 69/100            |
| Оценки критиков   |                   |
| Источник          | Оценка            |
| AllMusic          | [ 14 ]            |
| Attitude          | [ 15 ]            |
| The Guardian      | [ 16 ]            |
| Hot Press         | 9/10              |
| Idolator          | 4/5               |
| The Independent   | [ 19 ]            |
| Metro             | [ 20 ]            |
| NME               | [ 21 ]            |
| The Times         | [ 22 ]            |

Кейт Соломон из газеты Metro отметила, что альбом имеет несколько песен, которым суждено стать хитами. Джо Пассмур из Attitude отметил более зрелое звучание альбома и добавил, что звук стал более сплоченным, отшлифованным и уверенным, чем предыдущие два альбома группы . Майк Найд из Idolator нашел альбом наполненным творческими экспериментами и заявил, что LM5 является одним из лучших релизов Little Mix на сегодняшний день. Майкл Лав Майкл из Paper отметил, что получившийся список композиций является самым вдохновляющим по сравнению с другими альбомами группы.
Эми Макмехон из журнала Hot Press дала LM5 9 баллов из 10 возможных, высоко оценив песню «The National Manthem», сказав, что она демонстрирует истинный талант девушек. Она сочла альбом феминистским . Алексис Петридис из The Guardian заявил, что альбом нацелен на американский рынок и что группа поет не столько с американским акцентом, сколько имитирует бормотание рэперов с дальнего юга. Александра Поллард из The Independent сказала, что альбом мечется между жанрами с бешеной скоростью, заключив, что он настолько рассеян, как тематически, так и музыкально, что трудно найти что-то, за что можно ухватиться.

## Список композиций
| №                   | Название                                | Автор(ы) | Producer(s)                                                                        | Длительность |
| ------------------- | --------------------------------------- | --- | ---------------------------------------------------------------------------------- | ------------ |
| 1.                  | «The National Manthem»                  | Leigh-Anne Pinnock Jade Thirlwall James Abrahart Sarah Hudson Michael Woods Kevin White                                                                                | Joe Kearns                                                                         | 0:29         |
| 2.                  | «Woman Like Me» (featuring Nicki Minaj) | Jessica Glynne Edward Sheeran Steve McCutcheon Onika Maraj | Steve Mac                                                                          | 3:49         |
| 3.                  | «Think About Us»                        | Camille Purcell Linus Nordstrom Frank Nobel | Goldfingers Louis Bell Kamille Kearns [c]                                          | 3:55         |
| 4.                  | «Strip» (featuring Sharaya J)           | Pinnock Thirlwall Perrie Edwards Jesy Nelson Purcell Christopher Crowhurst Sharaya Howell                                                                              | MNEK Chris Loco Kearns [c] Maegan Cottone [c]                                      | 3:19         |
| 5.                  | «Monster in Me»                         | Purcell Crowhurst Nordstrom Nobel Anya Jones | Loco Goldfingers Matt Rad Kamille [b] Cottone [c]                                  | 3:45         |
| 6.                  | «Joan of Arc»                           | Pinnock Thirlwall Hanni Ibrahim Patrick Patrikios Philip Plested Alexandra Shungudzo Govere                                                                            | Loosechange                                                                        | 3:11         |
| 7.                  | «Love a Girl Right»                     | Pinnock Thirlwall Edwards Nelson Purcell Crowhurst Robert Suarez John Barrett Joseph "Pal Joey" Longo III Timothy Kelley Robert Robinson Mark Andrews Markquis Collins | Loco Kearns [c] Jenna Andrews [c] Kamille [c]                                      | 3:02         |
| 8.                  | «American Boy»                          | Richard Boardman Pablo Bowman Sarah Blanchard Cleo Tighe Rachel Furner                                                                                                 | The Six Bell Aaron Hibell Andrews [c]                                              | 3:11         |
| 9.                  | «Told You So»                           | Rachel Keen Uzoechi Emenike Eyelar Mirzazadeh [ 24 ] | MNEK Kearns [c]                                                                    | 3:12         |
| 10.                 | «Wasabi»                                | Thirlwall Emenike Mike Sabath Govere | Sabath John Hill [b] Kearns [c]                                                    | 2:34         |
| 11.                 | «More than Words» (featuring Kamille)   | Purcell Timothy Mosley Angel Lopez Federico Vindver Larrance Dopson Anya Jones                                                                                         | Timbaland Lopez Vindver Dopson Kearns [c]                                          | 3:18         |
| 12.                 | «Motivate»                              | Pinnock Thirlwall Edwards James Norton Ibrahim Patrikios Jenna Andrews Javier Gonzalez [ 25 ]                                                                          | Loosechange Yei S1 [b] Jameil Aossey [b] Lonestarrmuzik [b] Kearns [c] Andrews [c] | 3:21         |
| 13.                 | «Notice»                                | Pinnock Thirlwall Sabath Govere | Sabath Hill [b] Kearns [c] Andrews [c]                                             | 3:34         |
| 14.                 | «The Cure»                              | Purcell Thomas Barnes Peter Kelleher Benjamin Kohn | TMS Andrews [c]                                                                    | 3:35         |
| Общая длительность: | Общая длительность:                     | Общая длительность: | Общая длительность:                                                                | 44:15        |

| №                   | Название                      | Автор(ы)                                                             | Producer(s)                                                    | Длительность |
| ------------------- | ----------------------------- | -------------------------------------------------------------------- | -------------------------------------------------------------- | ------------ |
| 15.                 | «Forget You Not»              | Purcell Edvard Forre Erfjord Henrik Barman Michelsen Anya Jones      | Jorgan Odegard Electric [b] Kamille [b] Kearns [c] Andrews [c] | 3:07         |
| 16.                 | «Woman's World»               | Thirlwall Furner Jez Ashurst [ 27 ]                                  | Sam de Jong Kearns [c] Cottone [c]                             | 3:37         |
| 17.                 | «The Cure» (stripped)         | Purcell Barnes Kelleher Kohn                                         | TMS Andrews [c]                                                | 1:47         |
| 18.                 | «Only You» (with Cheat Codes) | Trevor Dahl Kevin Ford Matthew Russell Boardman Bowman Nicholas Gale | Dahl Digital Farm Animals Cottone                              | 3:09         |
| Общая длительность: | Общая длительность:           | Общая длительность:                                                  | Общая длительность:                                            | 55:55        |

| №                   | Название              | Автор(ы)                               | Producer(s)                       | Длительность |
| ------------------- | --------------------- | -------------------------------------- | --------------------------------- | ------------ |
| 19.                 | «Only You» (acoustic) | Dahl Ford Russell Boardman Bowman Gale | Dahl Digital Farm Animals Cottone | 3:09         |
| Общая длительность: | Общая длительность:   | Общая длительность:                    | Общая длительность:               | 59:04        |

| №   | Название                                      | Длительность |
| --- | --------------------------------------------- | ------------ |
| 19. | «More Than Words» (featuring Kamille) (video) | 3:19         |

## Чарты
| Чарт (2018)                              | Высшая позиция |
| ---------------------------------------- | -------------- |
| Австралия (ARIA)                         | 8              |
| Австрия (Ö3 Austria)                     | 21             |
| Бельгия/Фландрия (Ultratop)              | 8              |
| Бельгия/Валлония (Ultratop)              | 51             |
| Канада (Canadian Albums Chart)           | 25             |
| Чехия (ČNS IFPI)                         | 28             |
| Дания (Hitlisten)                        | 16             |
| Нидерланды (Album Top 100)               | 9              |
| Estonian Albums (Eesti Ekspress)         | 16             |
| Франция (SNEP)                           | 55             |
| Германия (Offizielle Top 100)            | 22             |
| Греция (IFPI)                            | 19             |
| Ирландия (IRMA)                          | 2              |
| Италия (Classifica album)                | 22             |
| Japan Hot Albums (Billboard Japan)       | 56             |
| Japanese Albums (Oricon)                 | 60             |
| Lithuanian Albums (AGATA)                | 7              |
| Новая Зеландия (RMNZ)                    | 6              |
| Норвегия (VG-lista)                      | 32             |
| Польша (ZPAV)                            | 42             |
| Португалия (AFP)                         | 11             |
| Шотландия (Scottish Albums Chart)        | 2              |
| South Korean International Albums (Gaon) | 16             |
| Slovak Albums (ČNS IFPI)                 | 31             |
| Испания (PROMUSICAE)                     | 8              |
| Швеция (Sverigetopplistan)               | 28             |
| Швейцария (Schweizer Hitparade)          | 22             |
| Великобритания (UK Albums Chart)         | 3              |
| США (Billboard 200)                      | 40             |

| Чарт (2018)                        | Позиция |
| ---------------------------------- | ------- |
| Belgian Albums (Ultratop Flanders) | 185     |
| Irish Albums (IRMA)                | 27      |
| UK Albums (OCC)                    | 25      |

| Чарт (2019)                        | Позиция |
| ---------------------------------- | ------- |
| Belgian Albums (Ultratop Flanders) | 143     |
| UK Albums (OCC)                    | 57      |

## Сертификации
| Регион                                                                      | Сертификация | Продажи |
| --------------------------------------------------------------------------- | ------------ | ------- |
| Бразилия (ABPD)                                                             | Золотой      | 20 000  |
| Великобритания (BPI)                                                        | Золотой      | 298,000 |
| Данные о продажах + прослушиваниях приведены только на основе сертификации. |              |         |